# Jahnsita-(MnMnMg)
La jahnsita-(MnMnMg) és un mineral de la classe dels fosfats que pertany al subgrup de la jahnsita.

## Característiques
La jahnsita-(MnMnMg) és un fosfat de fórmula química Mn²⁺Mn²⁺Mg₂Fe³⁺₂(PO₄)₄(OH)₂(H₂O)₈. Va ser aprovada com a espècie vàlida per l'Associació Mineralògica Internacional l'any 2018. Cristal·litza en el sistema monoclínic. La seva duresa a l'escala de Mohs és 4.
L'exemplar que va servir per a determinar l'espècie, el que es coneix com a material tipus, es troba conservat a les col·leccions mineralògiques del laboratori de mineralogia de la Universitat de Lieja, a Bèlgica, amb el número de catàleg: 21140.

## Formació i jaciments
Va ser descoberta a la mina Sapucaia, a la loclaitat de Sapucaia do Norte (Minas Gerais, Brasil), on sol trobar-se associada a la frondelita, la mangangordonita i la leucofosfita. Es tracta de l'únic indret de tot el planeta on ha estat descrita aquesta espècie mineral.